# Język crow
Język crow, także apsaalooke – zagrożony wymarciem język Indian Wron, zamieszkujących rezerwaty w południowo-wschodniej Montanie.
W 2007 roku 3 tysiące osób posługiwało się tym językiem. W atlasie zagrożonych języków świata UNESCO język crow został sklasyfikowany jako język zdecydowanie zagrożony.